# Käringetjärnet (Steneby socken, Dalsland)
Käringetjärnet är en sjö i Bengtsfors kommun i Dalsland och ingår i Göta älvs huvudavrinningsområde.